# Ynys Aberteifi
Ynys Aberteifi est une île du pays de Galles située à environ six kilomètres au nord-nord-ouest d'Aberteifi, dans le Ceredigion. Elle est connue en anglais sous le nom de Cardigan Island.

## Étymologie
Le nom de l'île est composé du mot gallois ynys (« île »), et du nom Aberteifi, composé  du mot gallois aber (« estuaire, embouchure ») et du nom du fleuve Teifi.

## Description
Il s'agit d'une île inhabitée de 38 acres située dans l'estuaire du fleuve Teifi, à moins de 200 mètres de la côte galloise. Son point culminant s'élève à 52 mètres d'altitude.

## Faune et flore
L'île est connu pour abriter une petite colonie de phoques gris.
Des macareux et des puffins des Anglais vivaient également dans l'île. Cependant, en 1934, le paquebot Herefordshire s'échoue à Ynys Aberteifi à cause d'une tempête et les rats présents sur le navire se répandent dans l'île. Pendant plusieurs années, ils ont mangé les œufs des oiseaux marins nicheurs et ont éliminé la population des macareux et des puffins des Anglais, qui ne sont plus jamais revenus,.